# Seitlinge
Die Seitlinge (Pleurotus) sind eine Pilzgattung aus der Familie der Seitlingsverwandten. Sie wurden in der Vergangenheit lange den Stielporlingsverwandten (Polyporaceae) zugerechnet.

## Merkmale
Bei den Seitlingen handelt es sich überwiegend um kurz- bis ungestielte Pilze, die seitlich am Substrat angewachsen sind. Die Hüte sind muschel-, nieren- oder halbkreisförmig. Die Hutunterseite wird durch helle, ganzrandige Lamellen gebildet, die Hutoberseite ist kahl und nicht geschuppt. Das Fleisch hat bei jungen Fruchtkörpern eine saftige, alt bald eine zähe Konsistenz. Das Sporenpulver ist weiß bis blass lehmfarben.

## Gattungsabgrenzung
Auch in anderen Pilzgattungen existieren Arten, die den Seitlingen vergleichbare, kurz- oder ungestielt am Substrat ansitzende Fruchtkörper bilden und teilweise auch mit dem deutschen Trivialnamen Seitling bezeichnet werden. In Mitteleuropa sind dies die Zwergknäuelinge (Panellus), Muschelinge (Hohenbuehelia), Knäuelinge (Panus), die ebenfalls als Seitlinge bezeichneten Gattungen  Pleurocybella und Phyllotopsis. Auch der relativ große Ulmenrasling (Hypsizygus ulmarius) sowie andere Holzraslinge könnten mit den Seitlingen verwechselt werden.

## Ökologie
Die Arten der Gattung Pleurotus leben als Saprobionten oder (Schwäche)-Parasiten. Einzelne Arten können sowohl als Schwächeparasiten als auch als Saprobionten auftreten. Die meisten Seitlinge leben auf Laubhölzern, seltener werden Nadelhölzer besiedelt. Der Kräuterseitling bildet eine Ausnahme: Er parasitiert auf Wurzeln von Doldenblütlern. Der Opuntien-Seitling (Pleurotus opuntiae) zersetzt die Zellulose und das Leitbündel-Holz von Agaven und Kakteen. Die holzbewohnenden Seitlinge sind Weißfäuleerreger, d. h., sie können neben der Zellulose auch den Holzstoff Lignin zersetzen.

## Arten
Die Gattung Pleurotus umfasst weltweit etwa 30 Arten. In Europa kommen 8 Arten vor bzw. sind dort zu erwarten.
| Seitlinge (Pleurotus) in Europa |                                  |                                                     |
| \| Deutscher Name \| Wissenschaftlicher Name \| Autorenzitat \| \| ------------------------------------------------- \| -------------------------------- \| --------------------------------------------------- \| \| Beschleierter Pappel- oder Espen-Seitling \| Pleurotus calyptratus \| (Lindblad 1857) Saccardo 1887 \| \| Rillstieliger Seitling \| Pleurotus cornucopiae \| (Paulet 1808 ex Persoon 1828) Rolland 1910 \| \| Berindeter, Beringter oder Eichen-Seitling \| Pleurotus dryinus \| (Persoon 1801 : Fries 1821) P. Kummer 1871 \| \| Brauner Kräuter-Seitling \| Pleurotus eryngii \| (De Candolle 1815 : Fries 1821) Quélet 1872 \| \| Blasser Kräuter-Seitling \| Pleurotus nebrodensis \| (Inzenga 1865) Quélet 1886 \| \| Opuntien-Seitling \| Pleurotus opuntiae \| (Durieu & Léveillé 1846) Saccardo 1887 \| \| Austern-Seitling \| Pleurotus ostreatus \| (Jacquin 1774 : Fries 1821) P. Kummer 1871 ss. lat. \| \| Früher Austern-Seitling \| Pleurotus ostreatus var. praecox \| E. Ludwig 2001[2] \| \| Lungen-, Löffelförmiger oder Cremeweißer Seitling \| Pleurotus pulmonarius \| (Fries 1821 : Fries 1821) Quélet 1872 \| |                                  |                                                     |
| Deutscher Name | Wissenschaftlicher Name          | Autorenzitat                                        |
| Beschleierter Pappel- oder Espen-Seitling | Pleurotus calyptratus            | (Lindblad 1857) Saccardo 1887                       |
| Rillstieliger Seitling | Pleurotus cornucopiae            | (Paulet 1808 ex Persoon 1828) Rolland 1910          |
| Berindeter, Beringter oder Eichen-Seitling | Pleurotus dryinus                | (Persoon 1801 : Fries 1821) P. Kummer 1871          |
| Brauner Kräuter-Seitling | Pleurotus eryngii                | (De Candolle 1815 : Fries 1821) Quélet 1872         |
| Blasser Kräuter-Seitling | Pleurotus nebrodensis            | (Inzenga 1865) Quélet 1886                          |
| Opuntien-Seitling | Pleurotus opuntiae               | (Durieu & Léveillé 1846) Saccardo 1887              |
| Austern-Seitling | Pleurotus ostreatus              | (Jacquin 1774 : Fries 1821) P. Kummer 1871 ss. lat. |
| Früher Austern-Seitling | Pleurotus ostreatus var. praecox | E. Ludwig 2001                                      |
| Lungen-, Löffelförmiger oder Cremeweißer Seitling | Pleurotus pulmonarius            | (Fries 1821 : Fries 1821) Quélet 1872               |

Weitere Arten sind als Speisepilze in Kultur und werden teils unter Fantasienamen vermarktet:
| Deutscher Name                       | Wissenschaftlicher Name   | Autorenzitat                               |
| ------------------------------------ | ------------------------- | ------------------------------------------ |
| Zitronengelber oder Limonen-Seitling | Pleurotus citrinopileatus | Singer 1943                                |
| Abalone-Seitling                     | Pleurotus cystidiosus     | O.K. Miller 1969                           |
| Rosen-Seitling                       | Pleurotus djamor          | (Rumphius 1750 ex Fries 1821) Boedijn 1959 |

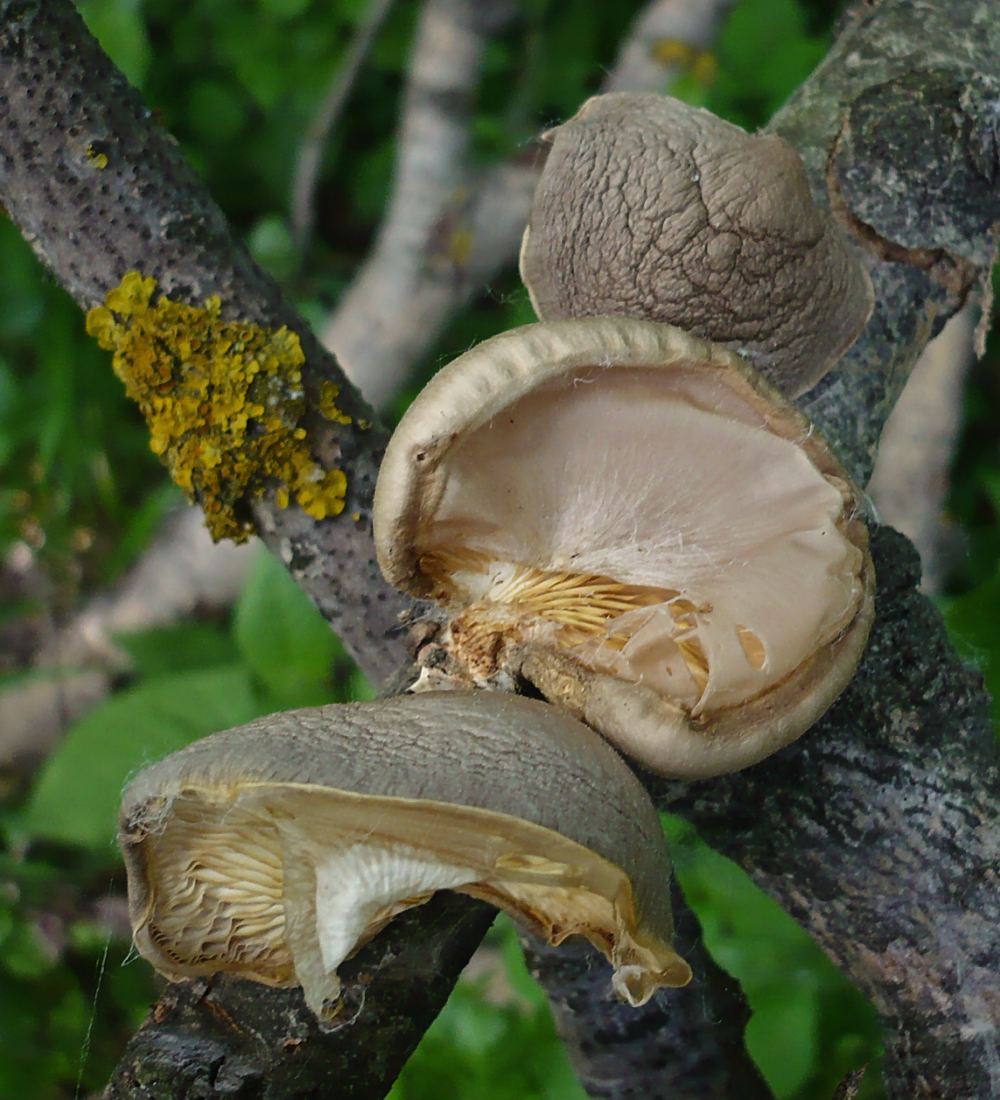
Beschleierter Pappel-Seitling Pleurotus calyptratus
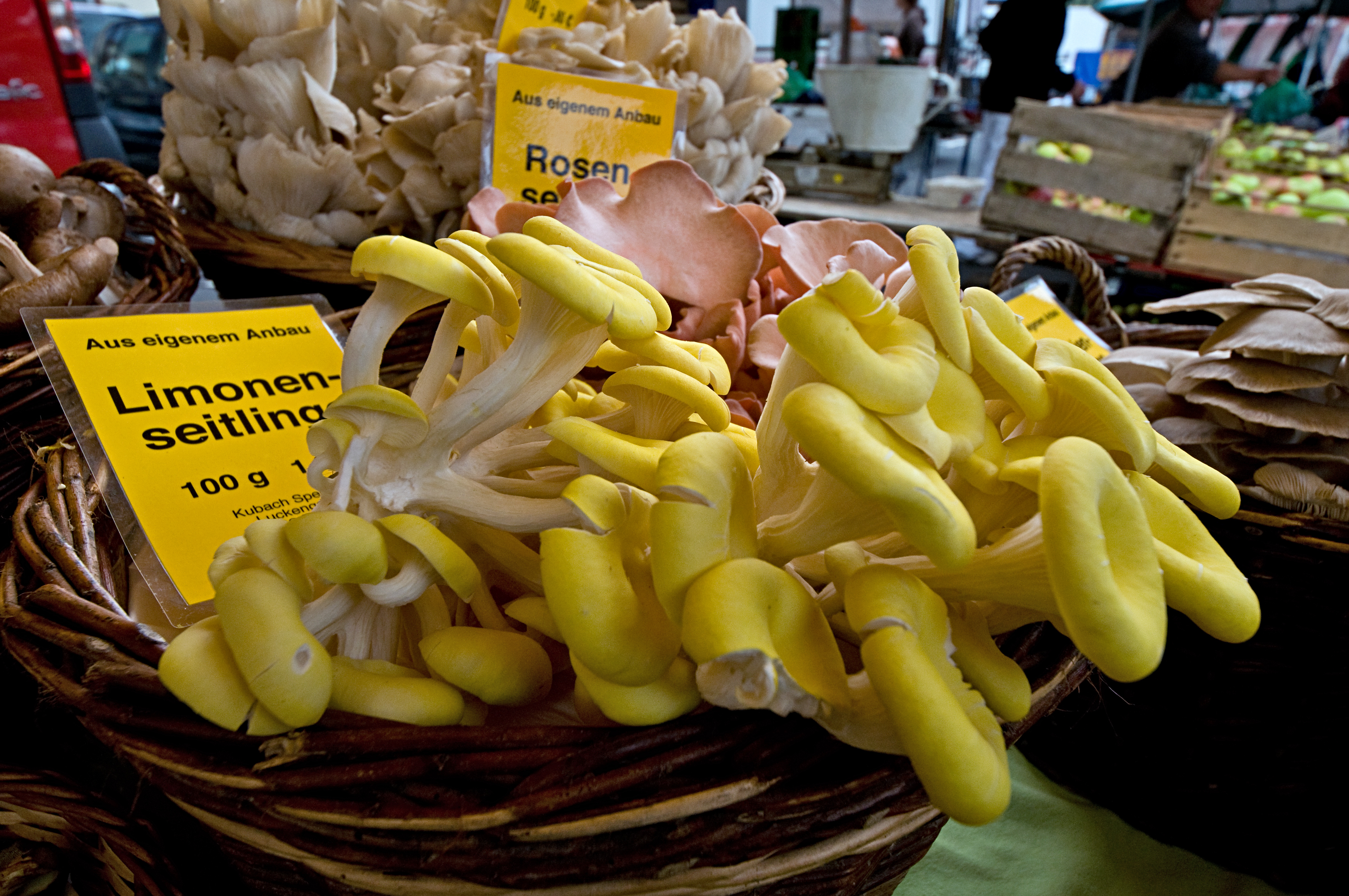
Zitronengelber Seitling Pleurotus citrinopileatus
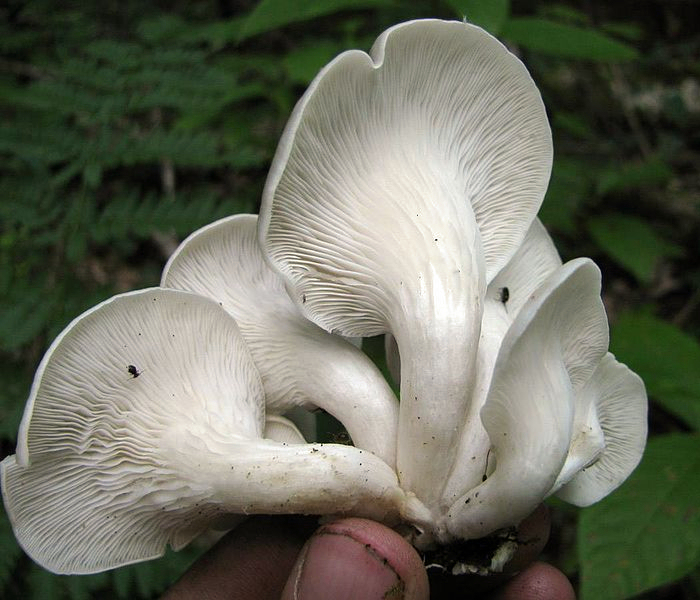
Rillstieliger Seitling Pleurotus cornucopiae
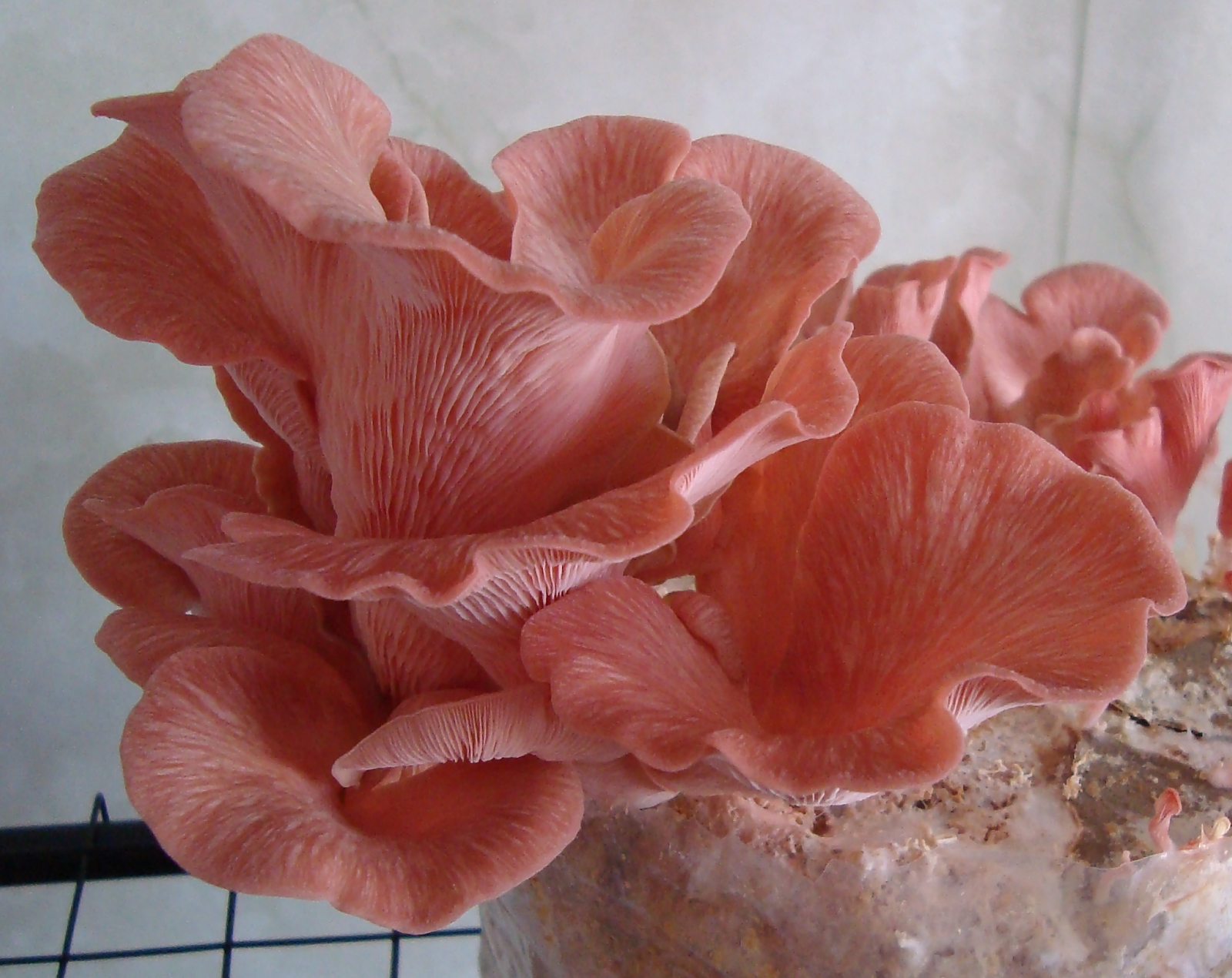
Rosen-Seitling Pleurotus djamor
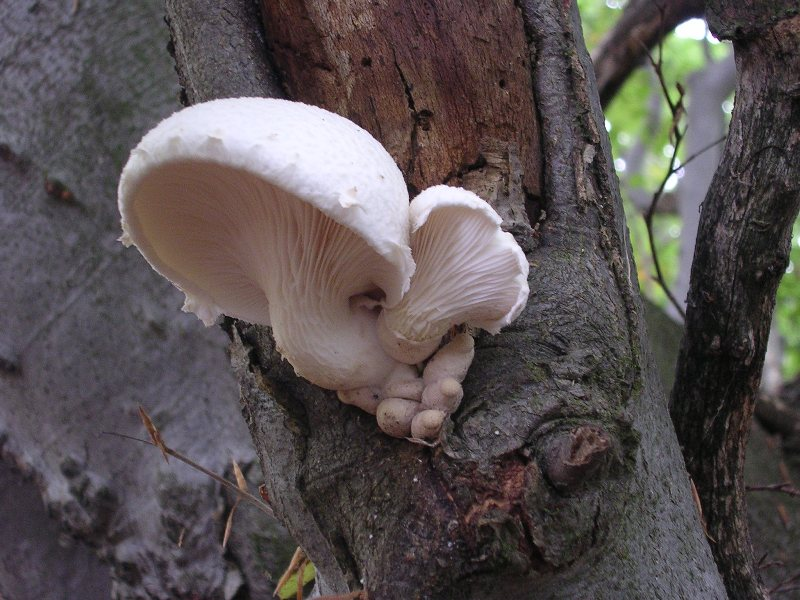
Berindeter Seitling Pleurotus dryinus
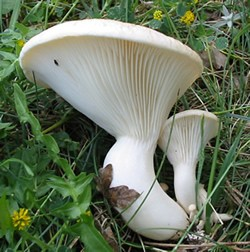
Blasser Kräuter-Seitling Pleurotus nebrodensis
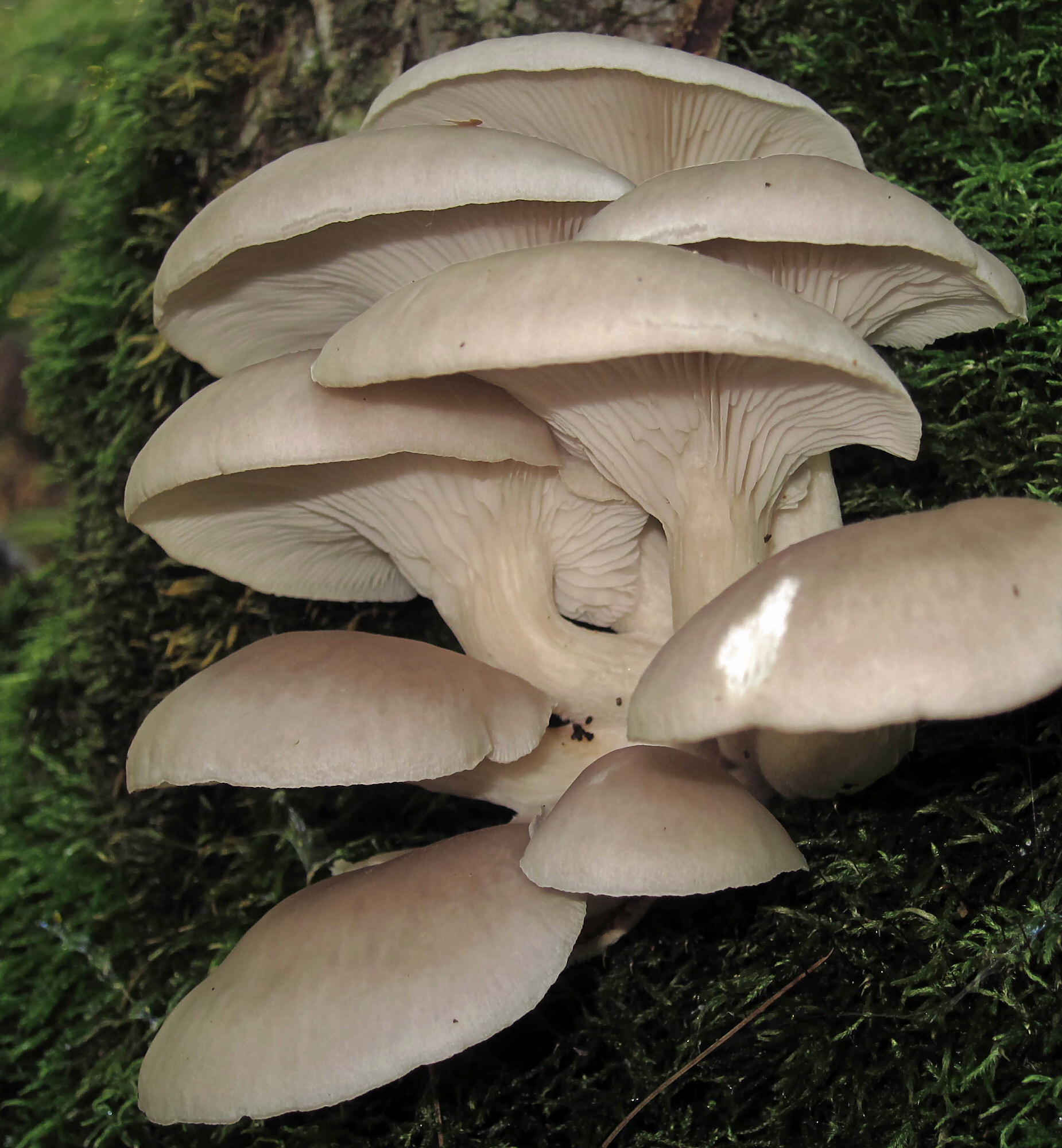
Austern-Seitling Pleurotus ostreatus

## Bedeutung

### Inhaltsstoffe
1951 gelang die Isolierung einer antibiotisch wirksamen Substanz, des Pleuromulins (auch Pleuromutilin genannt), aus diesem Pilz. Heute werden chemische Modifikationen dieser Substanz für verschiedene therapeutische Zwecke eingesetzt. Eine bekannte Wirksubstanz in der Arzneimitteltherapie ist das Tiamulin bzw. das Tiamulinhydrogenfumarat.

### Speisewert
Die meisten Arten gelten als essbar und schmackhaft, insbesondere der Austern- und Kräuterseitling. Einige Seitlinge haben als kultivierbare Speisepilze eine ökonomische Bedeutung erlangt, weil sie eine Vielzahl von Substraten besiedeln können.

### Namensherkunft
Der botanische Name Pleurotus leitet sich von griechisch pleura = die Seite, und griechisch us = das Ohr ab. Denn die Pilze sind oft ohrförmig und besitzen einen seitlichen Stiel.